# Pancshan
A pancshan (hangul:  반찬, RR: banchan) a koreai kísérő ételek neve, melyeket kis adagokban szolgálnak fel a rizs mellé.
A pancshan (banchan)ok változatosak, elkészítési eljárás (gőzölés, vízben főzés, hirtelen sütés stb.) illetve fő összetevő alapján is csoportosíthatóak. Az étkezés elengedhetetlen részei, a felszolgált pancshan (banchan)ok színvilága, ízvilága és száma szerint állítják össze az asztalt. A rizs, a leves és a különféle húsból készült fogások kiegészítő ételei, ugyanakkor más fogások alkotóelemei is lehetnek. Az egyik nélkülözhetetlen pancshan a kimcshi (kimchi), melynek több mint százféle változata ismert.
A koreai konyhában számos olyan pancshan (banchan) szerepel, ami a nyugati ízvilágtól és felhasznált alapnyagoktól nagyon eltérő, ilyenek például a különféle namulok, amelyeknek egy részét nyugaton gyomnövénynek vagy dísznövénynek tartott növényekből készítik, mint például a varjúháj vagy éppen a páfrány. Léteznek azonban a magyar konyhában ismeretes ételekhez hasonló fogások is, például a pecshuszon (baechuseon) (töltött kínaikel-levél), vagy a disznósajthoz hasonlító phjonjuk (pyeonyuk).

## Tálalás

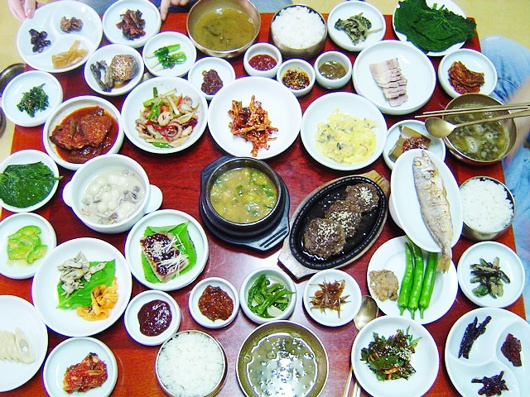
Csolla (Jeolla) tartománybeli pancshan-elrendezés

A pancshan (banchan) a koreai étkezés elengedhetetlen része, a hagyományos tálalás (반상, panszang (bansang)) során az asztalra rizs kerül, kuk (guk) (leves), kocshudzsang (gochujang) (csilipaprika-paszta), szójaszósz, valamilyen ccsige (jjigae) (raguféleség) és kimcshi (kimchi). Az alapján, hogy hányféle pancshan (banchan)t tálalnak fel, a tálalás elnevezése szamcshop (samcheop) (삼첩; 3), ocshop (ocheop) (오첩, 5), cshilcshop (chilcheop) (칠첩, 7), kucshop (gucheop) (구첩, 9), sibicshop (sibicheop) (십이첩, 12) pancshan (banchan); a tizenkettes elrendezés a királyi udvarban volt szokás.
Az asztal közepére kerülnek a másodlagos ételek, a kalbi (galbi), vagy a pulgogi (bulgogi), illetve a ccsige (jjigae). Ezek köré rendezik a pancshan (banchan)okat. A rizst és a leveseket külön rendezik. A pancshan (banchan)t kis adagokban tálalják, ha elfogy, újat szervíroznak. Minél formálisabb az alkalom, annál több pancshan (banchan)t tesznek az asztalra. Az elrendezés során figyelembe veszik a színeket, az összetevőket és az ételek hőmérsékletét is. Külön terítési szokások vonatkoznak az olyan étkezésre, ahol a fő étel a koreai tészta vagy a csuk (juk), illetve ha alkoholos italokat szolgálnak fel.
Csolla (Jeolla) tartomány híres arról, hogy sokféle pancshan (banchan)t szolgálnak fel egy étkezés során.

## Típusok

### Ccsim(Jjim)

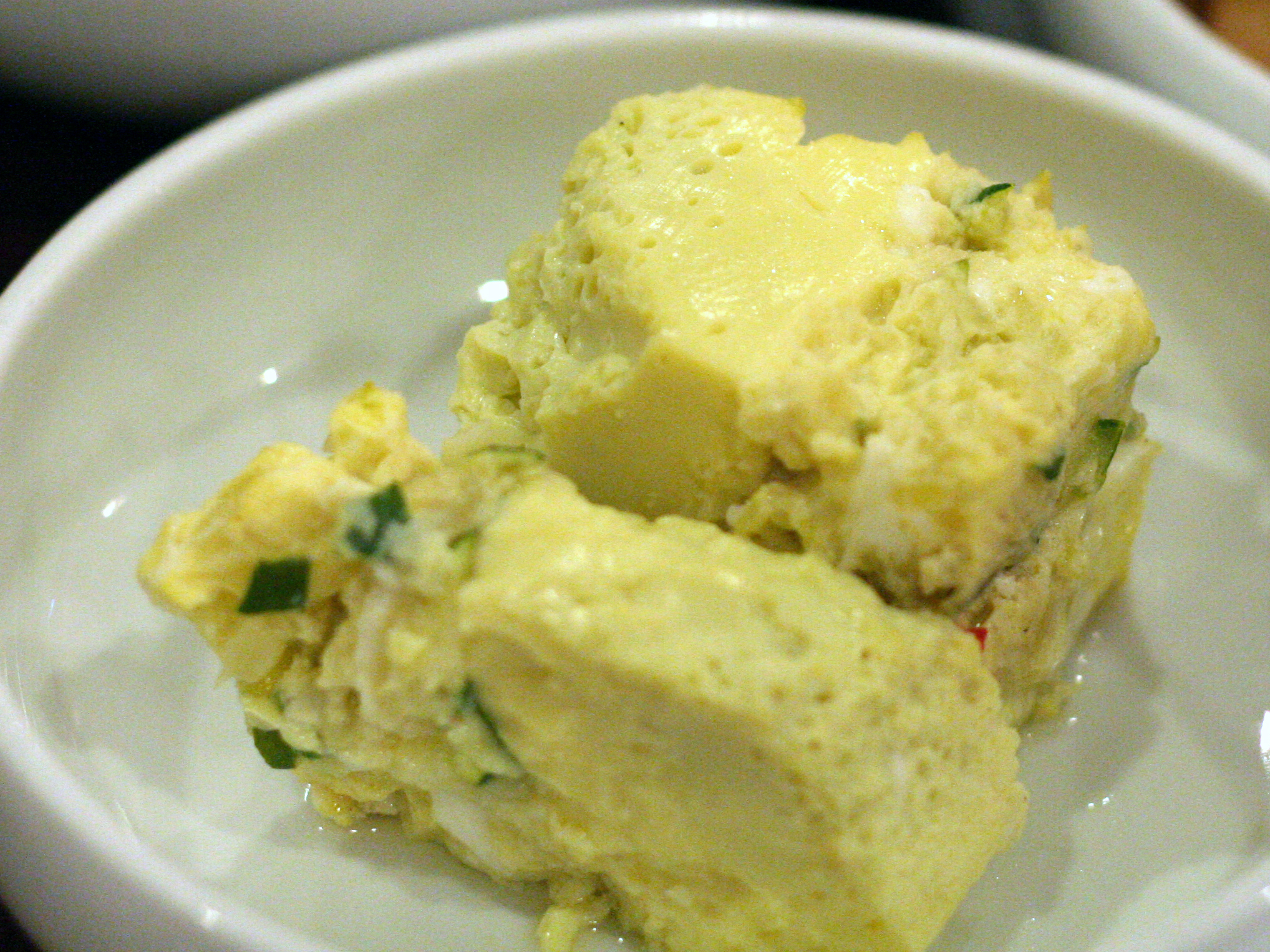
kjeran ccsim (gyeran jjim)

A ccsim (jjim) (찜) általánosan a párolt, gőzölt vagy kevés lében főtt ételek megnevezése.
- kjeran ccsim (gyeran jjim) (계란찜): párolt tojás[10]
- szengszon ccsim (saengseon jjim) (생선찜): párolt hal (csíkos sügér, tengeri sügér, lepényhal)[11]

### Csokphjon(Jokpyeon)
A csokphjon (jokpyeon) (족편) marhalábból, inakból és bőrből sűrű, kocsonyás állagúra főzött, formába öntött, majd kihűlés után felszeletelt ételek neve.

### Cson(Jeon)

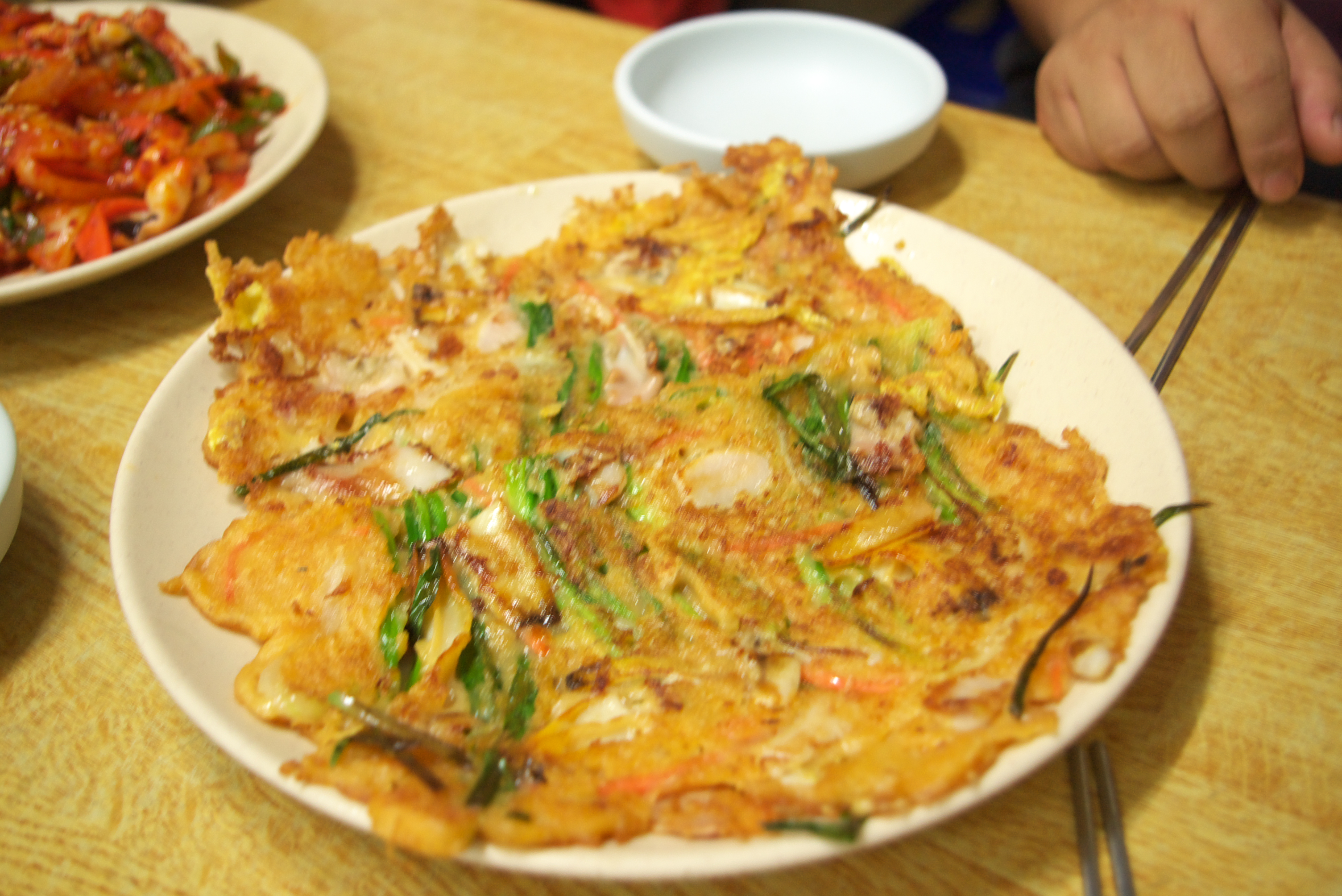
phadzson (pajeon)

A cson (jeon) (전) serpenyőben sütött palacsintaszerű ételek elnevezése. Készülhet tojással, liszttel vagy valamilyen tésztaszerű keverékkel, húsfélékből, zöldségekből, kimcshi (kimchi)ből, tenger gyümölcseiből és édes változatai is vannak.
- phadzson (pajeon) (파전): újhagymás[13]
- kimcshidzson (kimchijeon) (김치전): érett kimcshivel[13]
- kamdzsadzson (gamjajeon) (감자전): burgonyával[14]
- szengszondzson (saengseonjeon) (생선전): hal (tőkehal) tojásban[15]
- tonggurang tteng (donggeurang ttaeng) (동그랑땡): tojásban sütött, tofuval, hússal, zöldségekkel készült golyók[16]

### Csorim(Jorim)

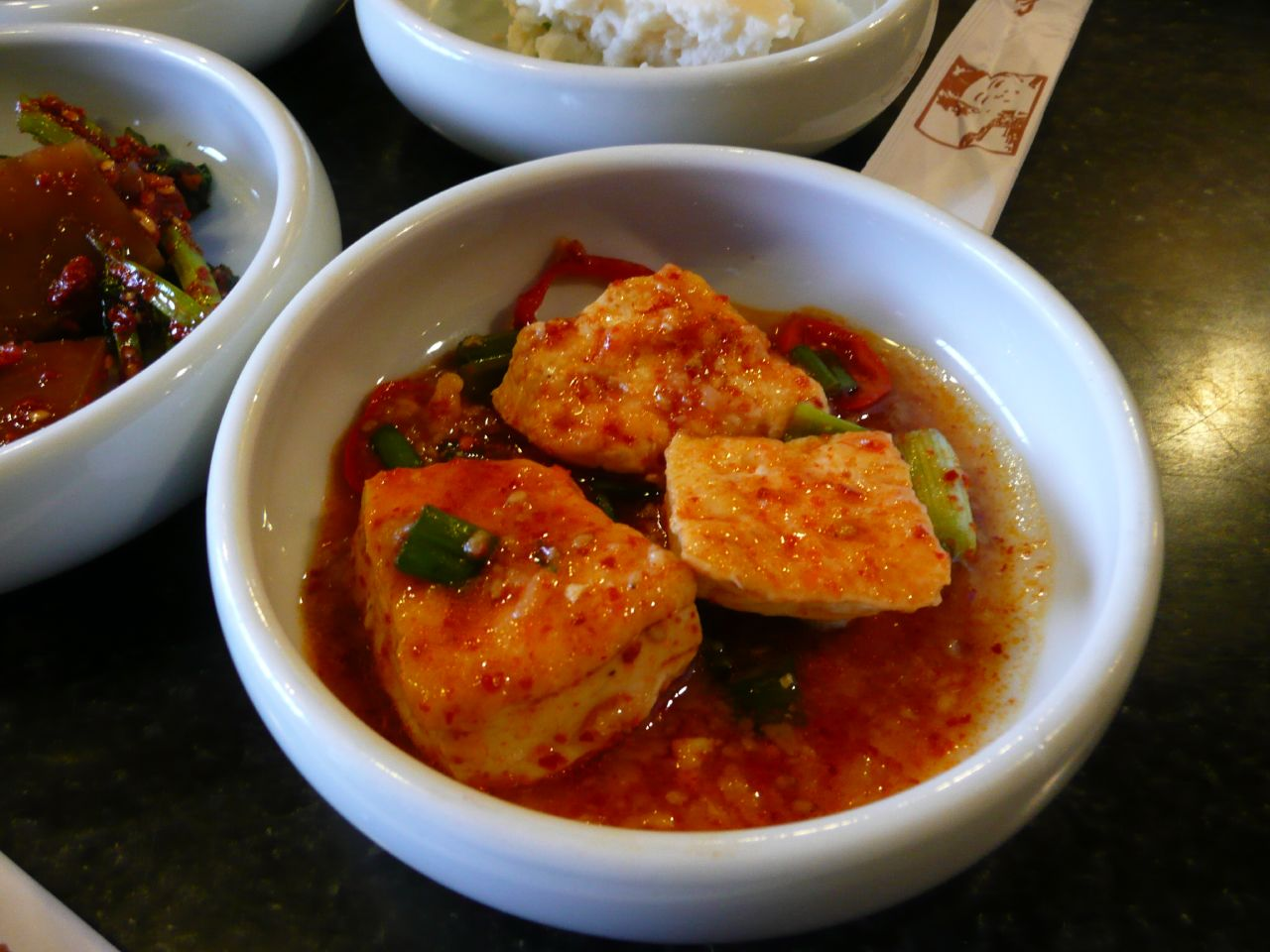
tubu csorim (dubu jorim)

A csorim (jorim ) (조림) olyan ételek összefoglaló neve, amelyeket lassú tűzön sokáig főzve, dinsztelve készítenek, szójaszósszal vagy csilipaprika-szósszal.
- tubu csorim (dubu jorim) (두부조림): a tofut szójaszószban, kevés szezámolajban, fokhagymával és újhagymával dinsztelik[17]
- csangcsorim (jangjorim) (장조림): marhahús szójaszószban hosszú ideig lassú tűzön főzve, tyúk- vagy fürjtojással tálalva[18]

### Hö(Hoe)
A hö (hoe) (회) a nyers ételek (húsok, halak, zöldségek) elnevezése, ezeket ecettel, szójaszósszal, csilipaprika-szósszzal vagy mustárral tálalják.
- szengszon hö (saengseon hoe) (생선회): nyers hal vagy tenger gyümölcsei, hasonló a japán szasimihez[19]
- jukhö (yukhoe) (육회): nyers marhahúsból készült ételek[20]

### Kimcshi(Kimchi)

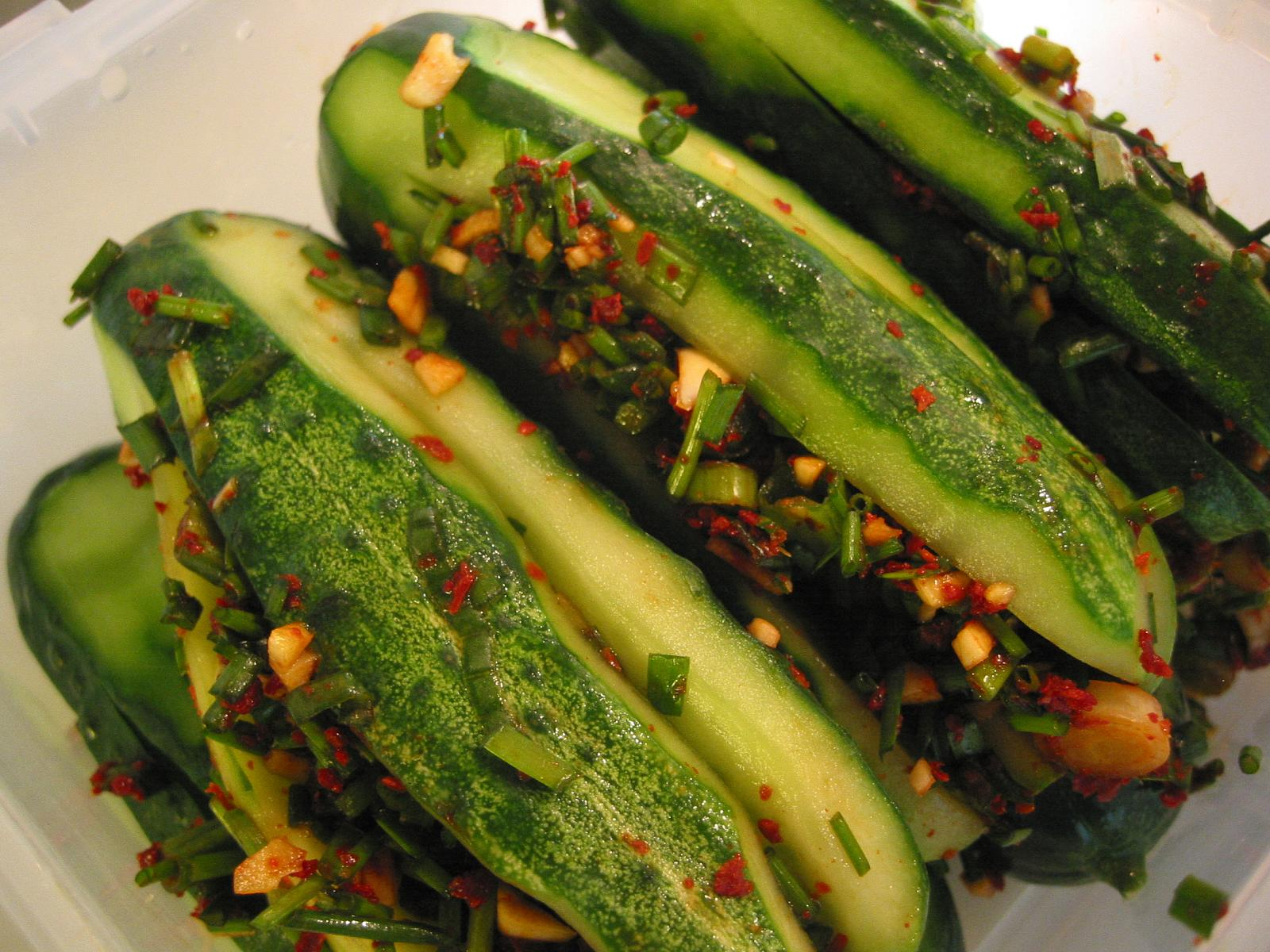
oi szobagi (oi sobagi)

A kimcshi (kimchi)nek rengeteg fajtája ismert, általában kínai kelből vagy daikonretekből készül csilipaprika felhasználásával, a koreai konyha egyik legismertebb és legegészségesebbnek tartott étele.
| Főbb típusok                        | Főbb típusok | Főbb típusok |
| Név                                 | Hangul       | Leírás |
| ----------------------------------- | ------------ | --- |
| nabak kimcshi (nabak kimchi)        | 나박김치     | Vékonyra szeletelt daikon retekből és kínai kelből (배추, pecshu (baechu)) készül, lédúsabb.                                                |
| tongcshimi (dongchimi)              | 동치미       | Lédúsabb, kevésbé csípős, és kissé édes. |
| kotcsori (keotjeori)                | 겉절이       | Frissen, azonnali fogyasztásra készített, nem fermentált kimcshi (kimchi).                                                                  |
| kkaktugi (kkakdugi)                 | 깍두기       | Daikonretekből készül. |
| oi szobagi (oi sobagi)              | 오이 소박이  | Uborkát töltenek meg kínai metélőhagymával.                                                                                                 |
| cshonggak kimcshi (chonggak kimchi) | 총각김치     | Egész daikonretekből készül. |
| jolmu kimcshi (yeolmu kimchi)       | 열무김치     | Vékony, fiatal nyári retekből készül, fermentálva vagy anélkül.                                                                             |
| pha kimchi (pa kimchi)              | 파김치       | Újhagymából készül, mjolcshidzsot (myeolchijeot)tal (szardellából készített fermentált csot (jeot)). Csollában (Jeollában) a legnépszerűbb. |
| kat kimcshi (gat kimchi)            | 갓김치       | Szareptai mustár leveléből készült, mjolcshidzsot (myeolchijeot) hozzáadásával.                                                             |

### Kui(Gui)

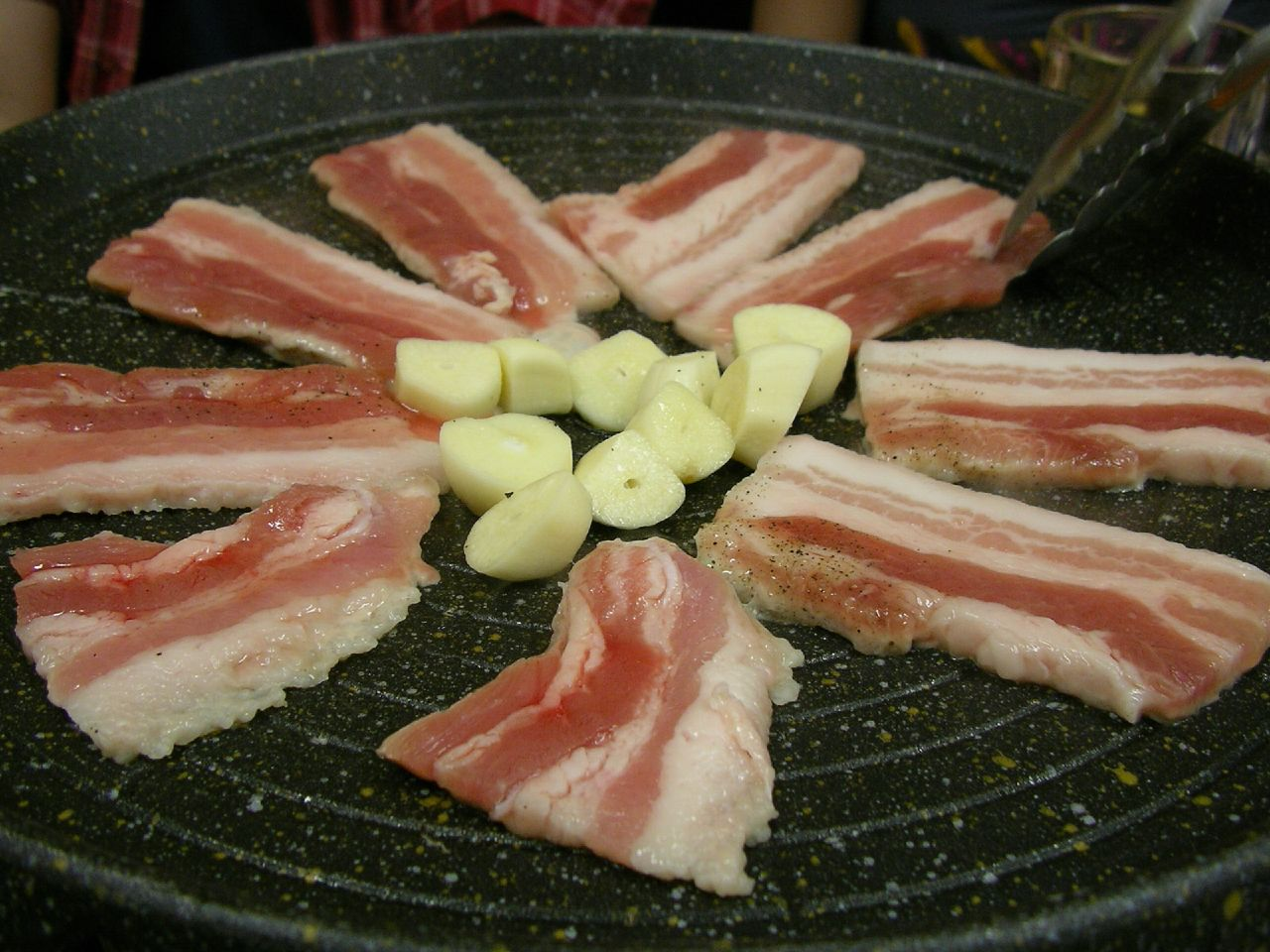
szamgjopszal (samgyeopsal)

A kui (gui) (구이) a grillezett ételek összefoglaló neve.
- kalbi (galbi) (갈비): bordából és gerincből készült marinált, grillezett húsok[25]
- pulgogi (bulgogi) (불고기): vékony szeletekre vágott bélszínből vagy más hasonló minőségű marhahúsból, illetve sertéshúsból készül[26]
- szamgjopszal (samgyeopsal) (삼겹살): császárhúsból készül, az egyik legnépszerűbb étel Koreában.[25]
- takkui (dakgui) (닭구이): grillezett csirke[27]
- szengszongui (saengseongui) (생선구이): grillezett halételek[28]

### Muk

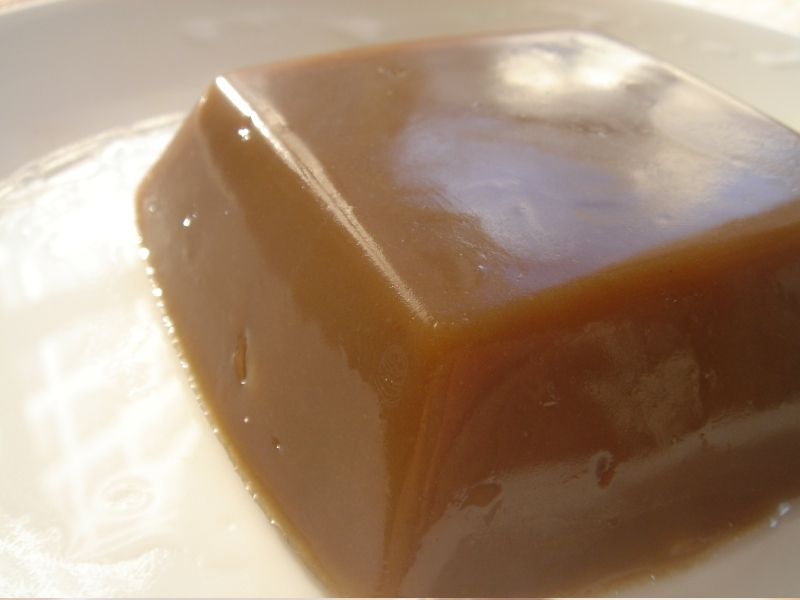
tothorimuk (dotorimuk)

A muk (묵) különféle babfajtákból, makkból készült keményítőből, illetve hajdinából készített, kocsonyás állagú, zselészerű ételek neve.
- tothorimuk (dotorimuk) (도토리묵): makkból készült keményítőből főzik
- memilmuk (메밀묵): hajdinakeményítőből készül
- noktumuk (nokdumuk) (녹두묵; más néven 청포묵, cshongphomuk (cheongpomuk)): mungóbabból készül

### Namul

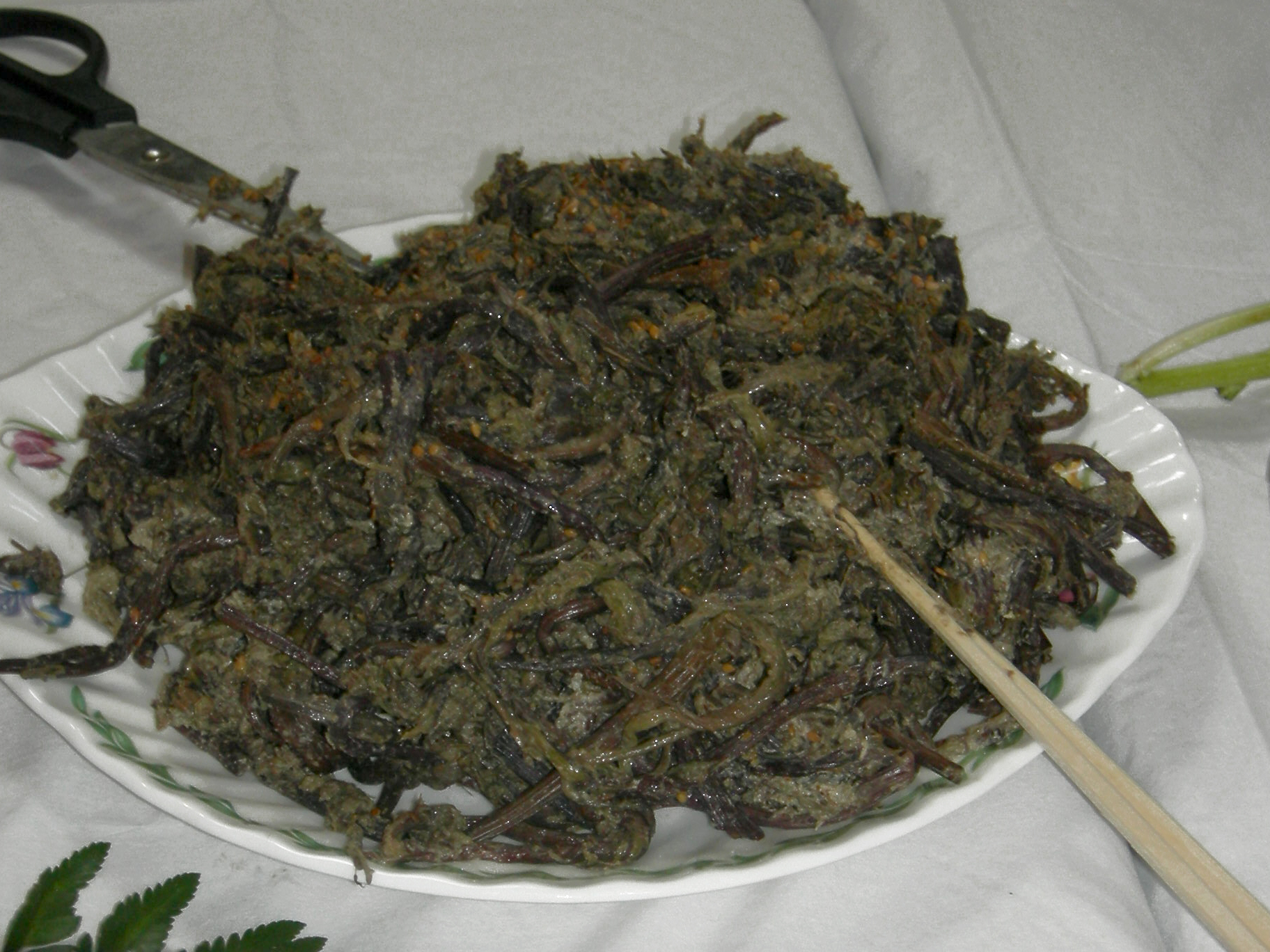
Koszari namul (Gosari namul)

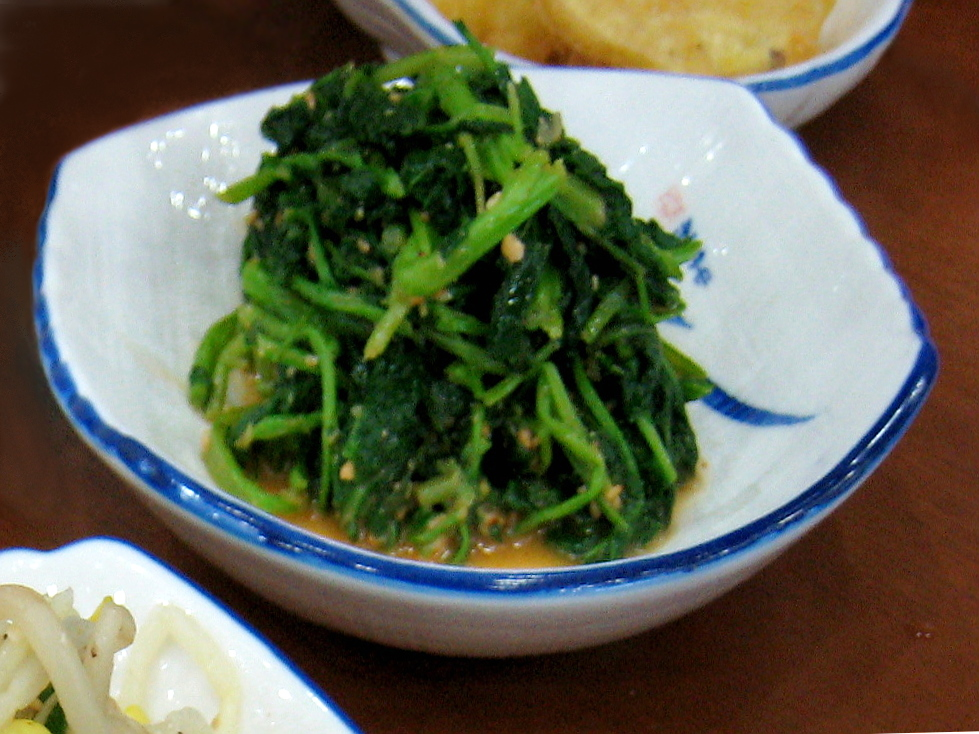
Szigumcshi namul (Sigeumchi namul)

A namul a bármilyen növényféleségből készült pancshan (banchan).
| Név                                     | Hangul       | Leírás |
| --------------------------------------- | ------------ | --- |
| khongnamul (kongnamul)                  | 콩나물       | Főtt szójababcsíra fűszerezve.                                                                               |
| szigumcshi namul (sigeumchi namul)      | 시금치나물   | Spenótból készül, szezámolajjal, fokhagymával és szójaszósszal                                               |
| mijok mucshim (miyeok muchim)           | 미역무침     | Vakaméból (ehető tengeri hínár) készül                                                                       |
| muszengcshe/mucshe (musaengchae/muchae) | 무생채/무채  | Zsülienre vágott daikonretekből készül.                                                                      |
| koszari (gosari) namul                  | 고사리나물   | Saspáfrány (Pteridium aquilinum) hirtelen sütve, fokhagymával, szójaszósszal tálalva.                        |
| cshünamul (chwinamul)                   | 취나물       | Ligularia fischeri előfőzve, szezámolajjal, csilivel ízesítve.                                               |
| pirum namul (bireum namul)              | 비름나물     | Disznóparéj előfőzve, ízesítve.                                                                              |
| nengi namul (naengi namul)              | 냉이나물     | Pásztortáska előfőzve, fokhagymával, újhagymával és szezámolajjal ízesítve.                                  |
| tolnamul (dolnamul)                     | 돌나물       | Varjúháj fiatal hajtásai kocshudzsang (gochujang) szószban.                                                  |
| kogumaszun namul (gogumasun namul)      | 고구마순나물 | Édesburgonya fiatal hajtásaiból készített namul.                                                             |
| kadzsi namul (gaji namul)               | 가지나물     | Leforrázott vagy gőzön főtt, esetleg hirtelen sütött padlizsán.                                              |
| toradzsi namul (doraji namul)           | 도라지나물   | Platycodon grandiflorus gyökere főzve.                                                                       |
| moü namul (meowi namul)                 | 머위         | vörös keserűlapu (Petasites japonicus), töndzsang (doenjang)gal vagy kocshudzsanggal (gochujanggal) keverve. |
| cshamnamul (chamnamul)                  | 참나물       | Pimpinella brachycarpa gyökeréből.                                                                           |
| jucshe namul (yuchae namul)             | 유채나물     | Repce hajtásából készül.                                                                                     |

### Phjonjuk(Pyeonyuk)
A phjonjuk (pyeonyuk) (편육) disznósajthoz hasonló étel, főtt marha- vagy sertéshúsból készül. A puhára főzött, különféleképp ízesített húst kendőbe bugyolálják, majd nehezékkel összelapítják. Az így formázott húst vékonyra szeletelik.

### Pokkum(Bokkeum)

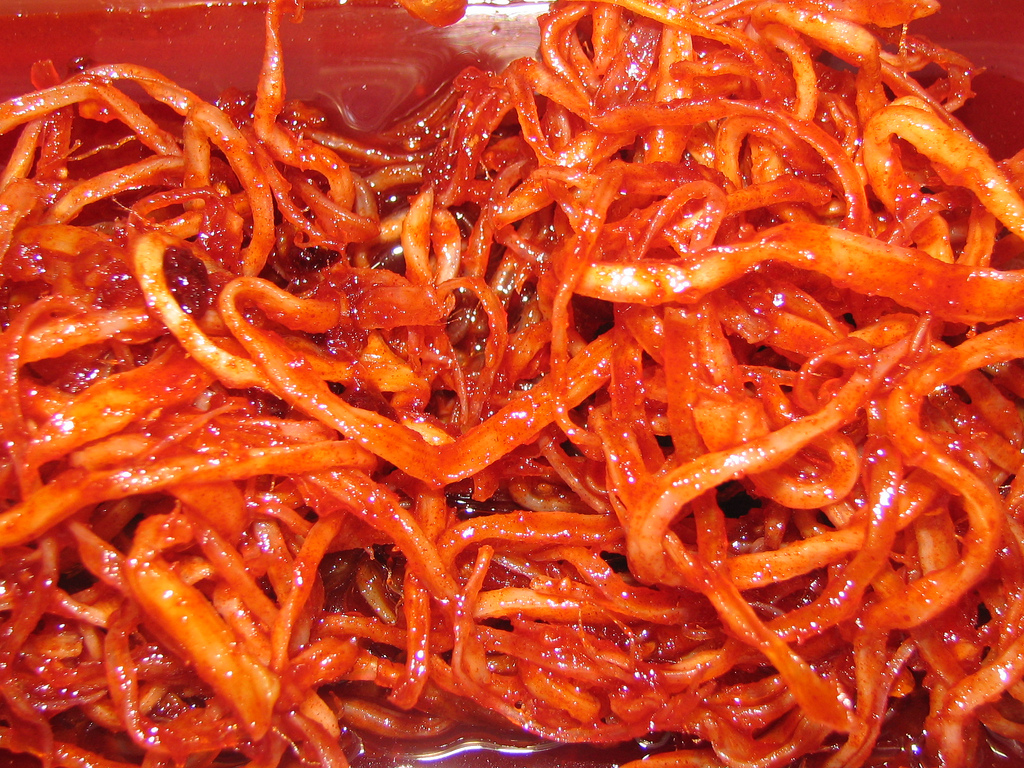
odzsingocshe pokkum (ojingeochae bokkeum)

A pokkum (bokkeum) (볶음) a wokban, magában vagy szójaszósszal hirtelen sütött húsok, zöldségek és tenger gyümölcsei összefoglaló neve.
- kimcshi pokkum (kimchi bokkeum) (김치볶음): a kimcshi pokkumbap (kimchi bokkeumbap) alapja[40]
- csejuk pokkum (jeyuk bokkeum) (제육볶음): sertéshús kocshudzsang (gochujang)gal hirtelen sütve[41]
- odzsingocshe pokkum (ojingeochae bokkeum) (오징어채볶음): szárított kalmárdarabkák hirtelen sütve kocshudzsang (gochujang)gal, fokhagymával[42]
- nakcsi pokkum (nakji bokkeum) (낙지볶음):  polip (Octopus minor) kocshudzsang (gochujang) szósszal hirtelen sütve[40]
- poszot pokkum (beoseot bokkeum) (버섯볶음): gomba egyéb zöldségekkel, szójaszósszal, szezámolajjal hirtelen sütve[40]

### Szon(Seon)

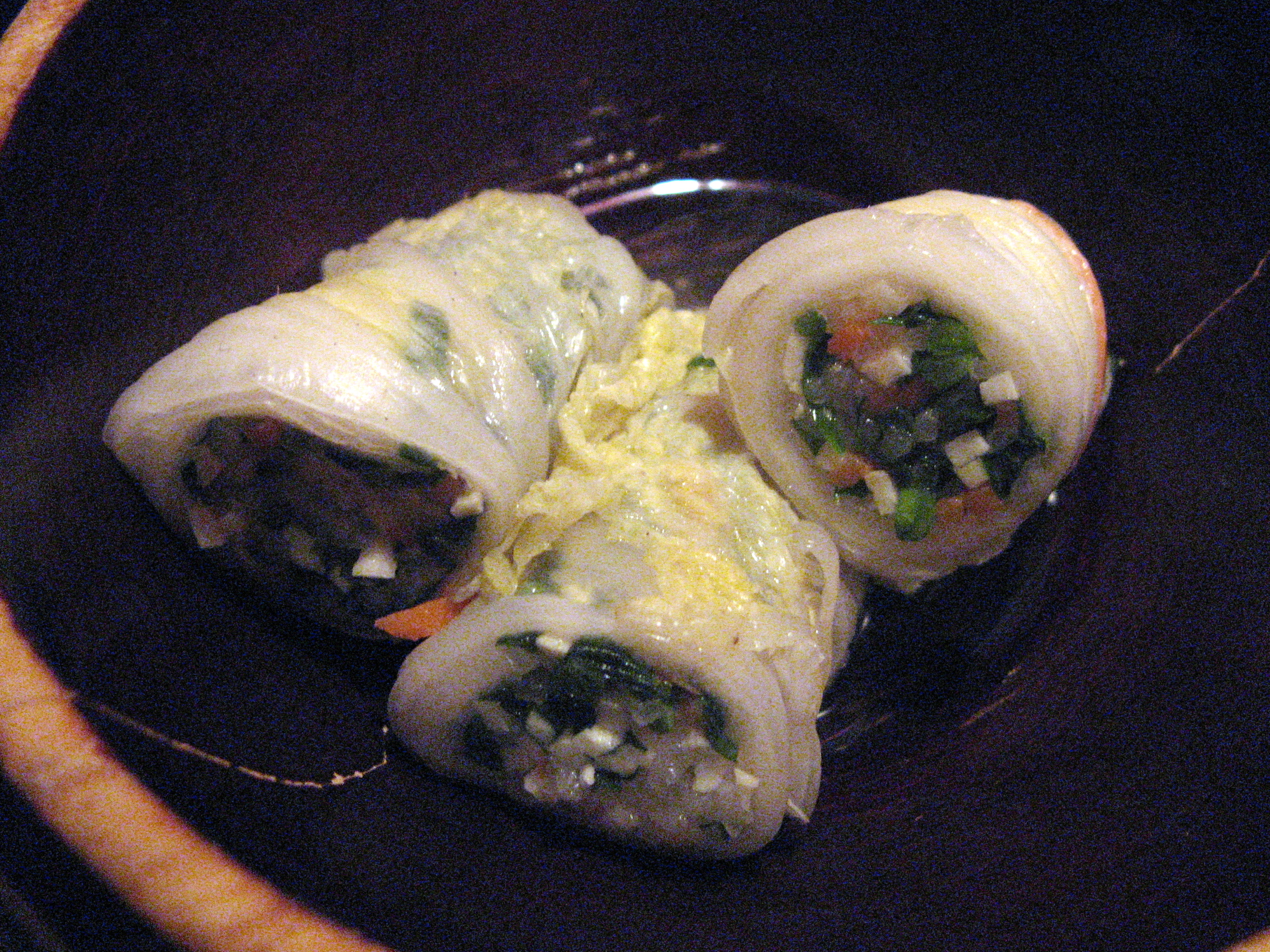
A koreai töltött káposzta: pecshuszon (baechuseon)

A szon (seon) (선) a hússal vagy gombával töltött zöldségfélék elnevezése, amelyeket párolnak vagy főznek.
- tubuszon (dubuseon) (두부선): zöldségekkel, gombával és hússal párolt tofu, tömbökben felszolgálva[43]
- oiszon (oiseon) (오이선): töltött uborka[44]
- kadzsiszon (gajiseon) (가지선): töltött padlizsán[45]
- pecshuszon (baechuseon) (배추선): töltött kínai kellevelek[46]

### Sszam

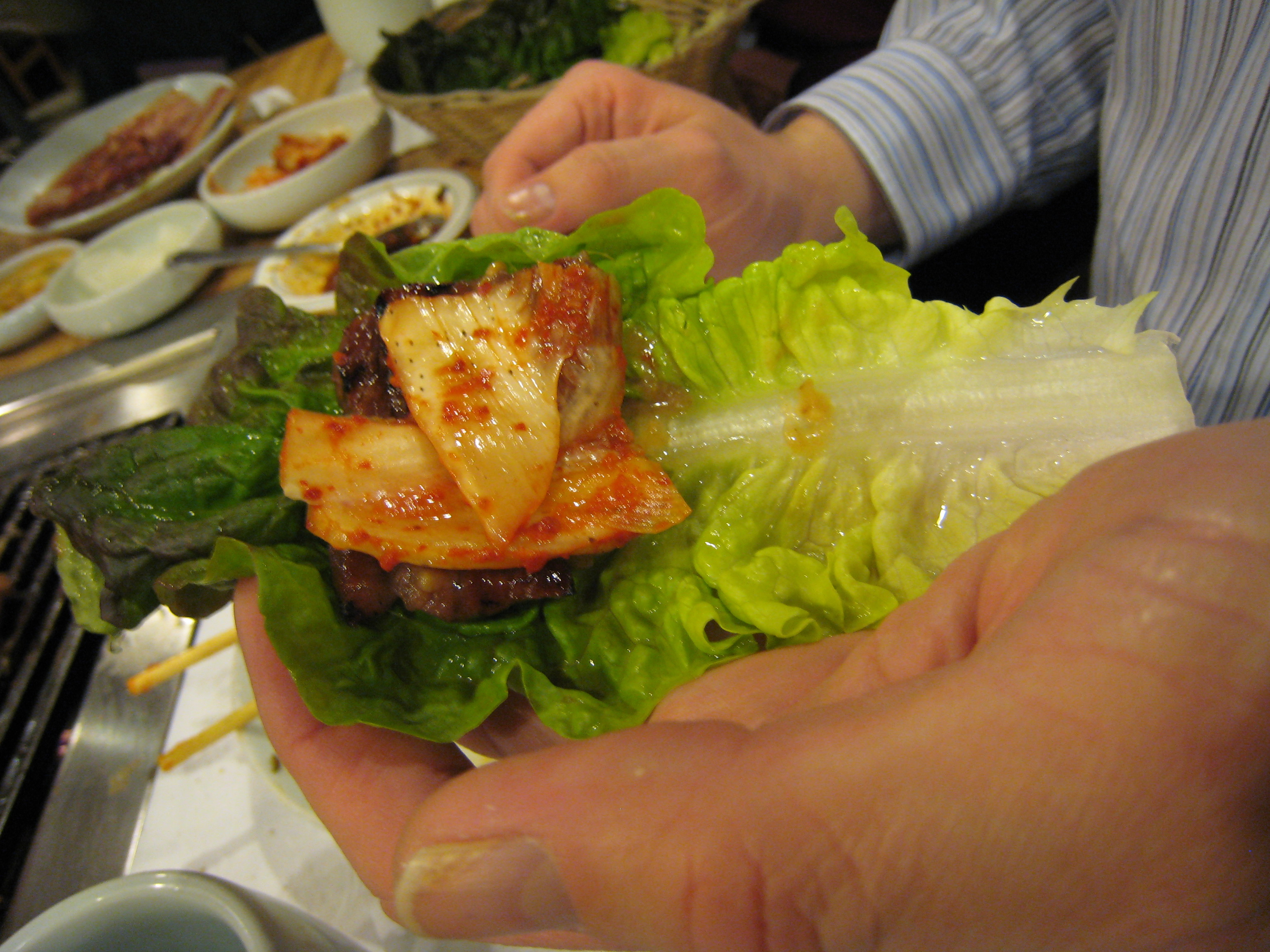
Készül a sszam (ssam): kalbi (galbi) és kimcshi (kimchi) salátalevélen

A sszam (ssam) (쌈) olyan ételeket jelöl, amelyeket valamely növény levelébe tekerve fogyasztanak, frissen. Általában salátalevelet, kínai kelt, szezámlevelet, tengeri hínárt, vagy kimcshi (kimchi)t használnak fel hozzá. Sült húsokat vagy akár nyers halakat, osztrigát is fogyasztanak így.
- posszam (bossam) (보쌈): sertéshúsból készített sszam (ssam)[48]
- sszambap (ssambap) (쌈밥): rizsből készített sszam (ssam)[47]
- kimsszam (gimssam) (김쌈): kim (gim)be tekerik a húst/zöldséget/rizst[49]
- kkeniphszam (kkaenipssam) (깻잎쌈): kínai bazsalikom levelét használják[50]
- hobagipsszam (hobagipssam) (호박잎쌈): sütőtök levelét használják[51]

### Thügim(Twigim)
A thügim (twigim) (튀김) a bő olajban, bundában sütött ételeket jelöli. Az így készült zöldségfélék elnevezése pugak (bugak).

### Egyéb
- csapcshe (japchae) (잡채): önálló ételként is fogyasztható; üvegtészta, siitake gomba, marhahús, hagyma, uborka és sárgarépa a fő alkotóelemei.[55]

## Fordítás
- Ez a szócikk részben vagy egészben  a   Banchan című angol Wikipédia-szócikk ezen változatának fordításán alapul.  Az eredeti cikk szerkesztőit annak laptörténete sorolja fel. Ez a jelzés csupán a megfogalmazás eredetét és a szerzői jogokat jelzi, nem szolgál a cikkben szereplő információk forrásmegjelöléseként.